# Xlogo
XLogo est un interpréteur Logo écrit en Java. C'est un logiciel libre distribué selon les termes de la licence GNU GPL.
XLogo supporte actuellement dix langues : le français, l'anglais, l'espagnol, le portugais, l'allemand, l'arabe, l'espéranto, le galicien, le grec et l'italien.

## Le langage Logo
Le principe majeur du langage Logo consiste à déplacer sur l'écran un objet généralement sous la forme d'une tortue, à l'aide de commandes élémentaires telles que :
- « avance » abrégée av ;
- « tournedroite » abrégée td ;
- « repete ».

À chaque fois que la tortue se déplace, elle laisse un trait derrière elle et on peut ainsi très vite réaliser des dessins.
XLogo est un langage de programmation capable non seulement de dessiner des formes, mais aussi de manipuler les mots, les fichiers, etc.

## Galerie d'images réalisées avec XLogo

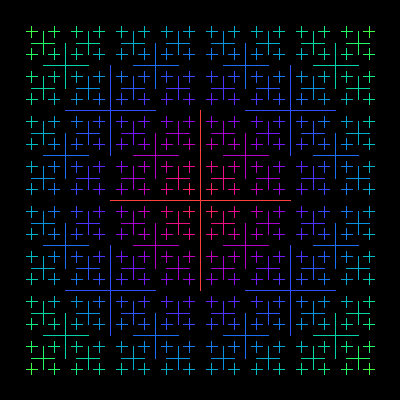
Croix
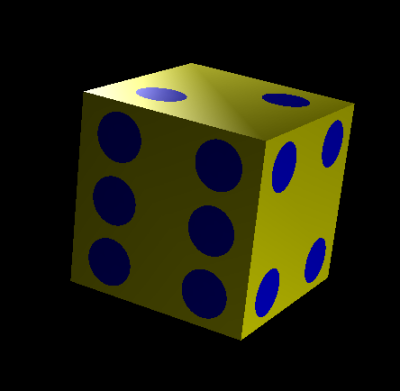
Dé
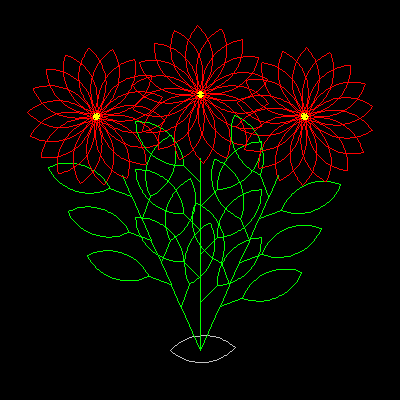
Fleurs
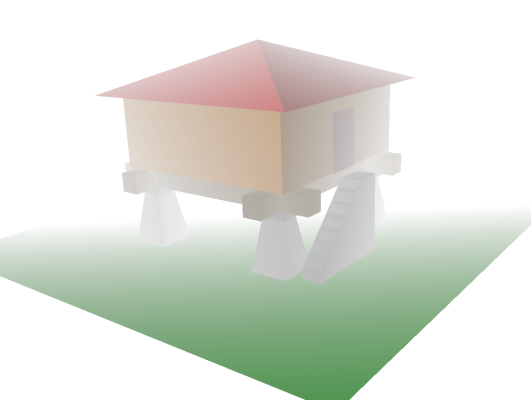
Maison dans le brouillard
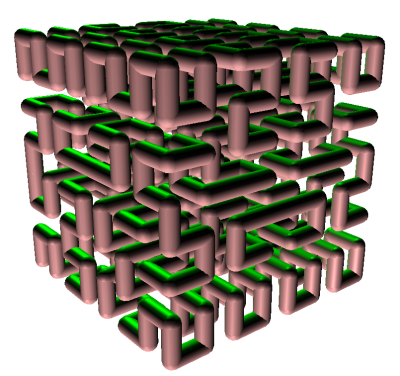
Courbe de Hilbert
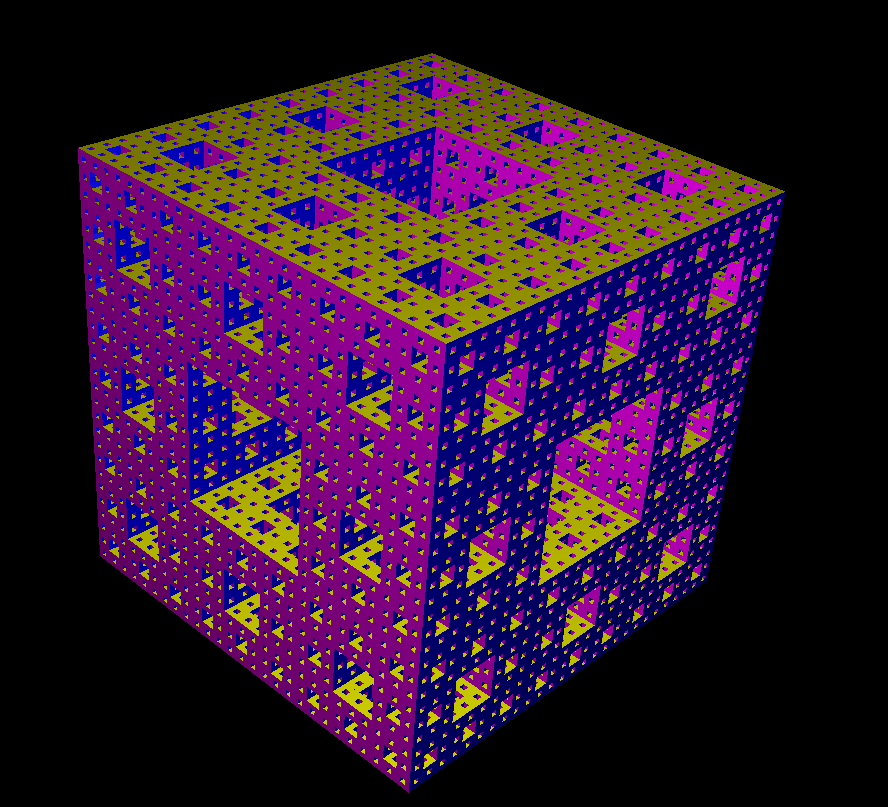
Eponge de Menger
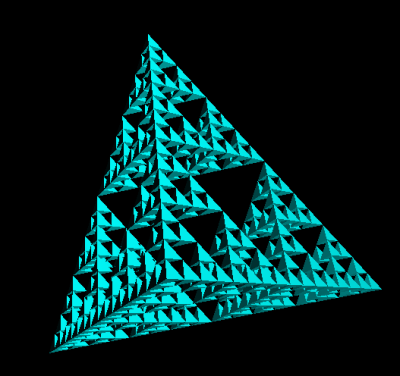
Triangle de Sierpinski
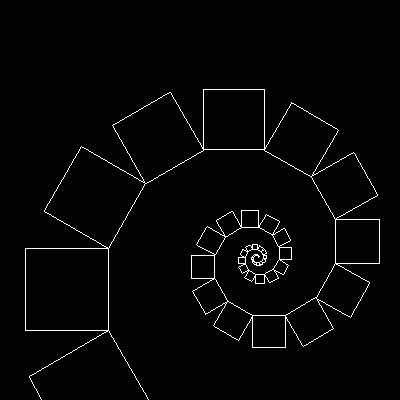
Spirale
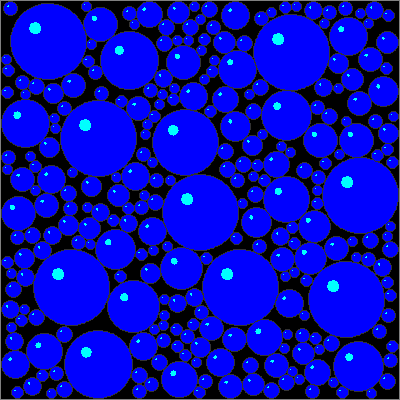
Bulles d'eau